# Список печер
Це список печер світу, відсортовані по континенту і потім по країні.

## Африка

### Алжир
- Ану Буссуйль (3200 м / 805 м)
- Ану Іффліс (1800 м / 1170 м)
- Дахредж (2028 м / 212 м)
- Джельфа (282 м / 52 м)
- Рхар Бумаза
- Уед-Зундер
- Ель-Абед

### Гвінея
- Тіукі (400 м)
- Печера Плантації (400 м)

### Мадагаскар
- Амбатоан-жахара (10810 м)
- Амбатохаранана (18100 м)
- Андрафіабе (12030 м)
- Ансатрабонко (10475 м)
- Толікісі (/- 160 м)
- Шип (печера, Мадагаскар) (52 м)
- Роземунд (40 м).

### Марокко
- Віт Тамдун (7550 м)
- Гхар-Абден (/ −105 м)
- Гхар Горан (1670 м)
- Гхар Хара (6200 м)
- Джебель-Ірхуд
- Кеф Тогобеїт (/ −713 м)
- Тафоральт

## Азія

### Азербайджан
- Азоська печера
- Аларська печера
- Асхаб-Уль-Кахф
- Бузеїрская печера
- Зарська печера
- Кілітська печера
- Тагларська печера
- Шішгюзей
- Шушінська печера

### В'єтнам
- Ароматна пагода
- Тхієндионг
- Шондонг

### Вірменія
- Магілі (Когтя)
- Мозров (печера)*Мозров
- Кармир
- Кіклоп
- Сатані Камурдж
- Лернаніст (Сурбі)
- Арени (пещера)*Арени
- Луйс

### Індія
- Амарнатх
- Печери Бабабар*Барабар
- Белум Гухалу (довжина 3225 м)
- Бутта Гухалу (глибина 85 м)
- Катар Кува (глибина 76 м)
- Матангапарватам (довжина 288 м)
- Саптапарні (печера) *Саптапарні
- Чандрашала
- Печери Едаккал

### Таїланд
- Тхамлуангнангнон

## Європа

### Австрія
- Шпаннагель

### Албанія
- Коніспольські печери

### Бельгія
- Ан-сюр-Лес

### Болгарія
- Духлата
- Орлова чука
- Ягодинська печера
- Темната дупка
- Врелото
- Голямата Балабанова
- Пріказна
- Бонінска (Попска) печера
- Андка
- Русе-№213
- Тізоїн
- Система печер Понора
- Райчова дупка
- Водната пещера
- Луціфер
- Моровіца
- Еменска печера
- Мгліві сняг
- Марина (Парова) дупка
- Бамбалова дупка

### Велика Британія
- Печера Тора
- Фінгалова печера

### Іспанія
- Альтаміра (печера)
- Альчеррі
- Ель-Кастильйо
- Ель-Пендо
- Ель-Соплао
- Куева-де-лос-Вердес
- Куева-де-лос-Касарес
- Куевас-де-ла-Аранья
- Лас-Монедас
- П'єр-Сен-Мартен
- Печера Вальє
- Печера Екаїн
- Печера Пілета
- Печера Піндаль
- Сантімаміньє
- Торка-дель-Серро

### Косово
- Мармурова печера

### Німеччина
- Віммельсбурзька печера
- Гебуртстагшахт
- Зальцграбенхеле
- Зе-Шлінгер
- Клутерт
- Хаймкеле
- Хеллерн
- Фукслабіринт

### Північна Македонія
- Пешна

### Словаччина
- Барадла
- Барадла-Доміца
- Бєлянська печера
- Добшинська крижана печера

### Туреччина
- Айвайні
- Алтинбешік
- Балліджа
- Бельбаши
- Закоханих
- Гекгель[en]
- Гіліндіре[en]
- Дамлаташ
- Дім
- Дупниця[tr]
- Інсую[en]
- Караїн
- Кузгун
- Пинаргозу — друга за довжиною печера Європи (16 км)[1]; З виходу постійно дме сильний вітер: 100—166 км/год[2]
- Егма — 14-а за глибиною печера в світі (-1429 м)
- Яримбургаз[en]

### Україна
- Великий Бузлук
- Аверкієва шахта
- Скельська печера
- Шайтан-Коба
- Еміне-Баїр-Хосар
- Бездонний колодязь (Агармиш)
- Бездонний колодязь (Кубріалі-Кир)
- Кара-Мурза (Бездонний колодязь)
- Печера «Бездонна» (Топсюс-Хосар)
- Лисячий хвіст (печера)
- Погріб (печера)
- Кизил-Коба
- Фул-Коба (Туакська)
- Мушина (печера)
- Бузулук (печера)
- Печера Фассо
- Мамина (печера)
- Кара-Котин (печера)
- Кільсе-Чох (печера)
- Кильсе-Чох-Опте (печера)
- Карані-Хоба (печера)
- Червоні печери
- Туманна (печера)
- Необхідна (печера)
- Бояришникова (печера)
- Мармурова печера
- Тисячоголова (печера)
- Овеча (печера)
- Сніговий Колодязь
- Сходинкова
- Три ніздрі
- Кажан (печера)
- Чортова
- Холодна (печера)
- Сива
- Камінна (печера)
- Аянська
- Коралова
- Козлик
- Бузлук-Хоба
- Хаджихоба (Аджи-Коба)
- Голубина (Коль-Баїр)
- Голубина (Карабі-Яйла)
- Верхня (печера)
- Барани (печера)
- Кастере
- Печера МАН
- Печера Ялтинська
- Печера Триглазка
- Печера Аю-Тешік
- Печера Геофізична
- Солдатська

### Швейцарія
- Зібенхенгсте
- Нідленлох

### Швеція
- Бодагротторна
- Войтасгалло
- Геверсбюгроттан
- Гелікгротторна
- Гувербергет
- Кораллгроттан
- Ламмельгелет
- Луммелундагроттан

## Океанія

### Австралія
- Мамутова печера (Західна Австралія)
- Печери Бакен

## Північна Америка

### Мексика
- Печера кристалів
- Печера Ластівок
- Печера Чеве
- Сакатон
- Уатла

### США
- Казумура
- Лурейські печери
- Мамутова печера (національний парк)

## Південна Америка

### Бразилія
- Абісму-Гуй-Колет

### Чилі
- Мармурові печери в Чилі
- Мілодон (печера)